# Château de Maison-Maugis
Le château de Maison-Maugis est une demeure de la fin du XVe siècle qui se dresse sur le territoire de l'ancienne commune française de Maison-Maugis, dans le département de l'Orne, en région Normandie.
Le château, propriété privée non ouvert à la visite, est partiellement inscrit au titre des monuments historiques.

## Localisation
Le château est situé au sud du bourg de Maison-Maugis, au sein de la commune nouvelle de Cour-Maugis sur Huisne, dans le département français de l'Orne.

## Historique
Le château des XVe – XVIe siècles a été élevé sur des fondations du XIIe siècle. Il fut remanié, au XVIIe siècle, sous Henri IV par Jean Rahier, bailli de Longny.
Le château occupe l'emplacement d'un prieuré du XIIe siècle.

## Description
La façade du château doit son style classique à sa reconstruction vers 1700. La grille qui le précède porte les armes de Pierre-Antoine de Fontenay et Élisabeth de Droulin. Le corps de logis porte tour et tourelle en encorbellement.

## Protection
Au titre des monuments historiques :
- les façades et toitures du château et des communs, ainsi que le portail d'entrée avec sa grille sont inscrits par arrêté du 24 juillet 1972 ;
- les caves, y compris celles à usage de cuisine et le puits ; l'allée d'accès et le potager sont inscrits par arrêté du 26 août 1991.

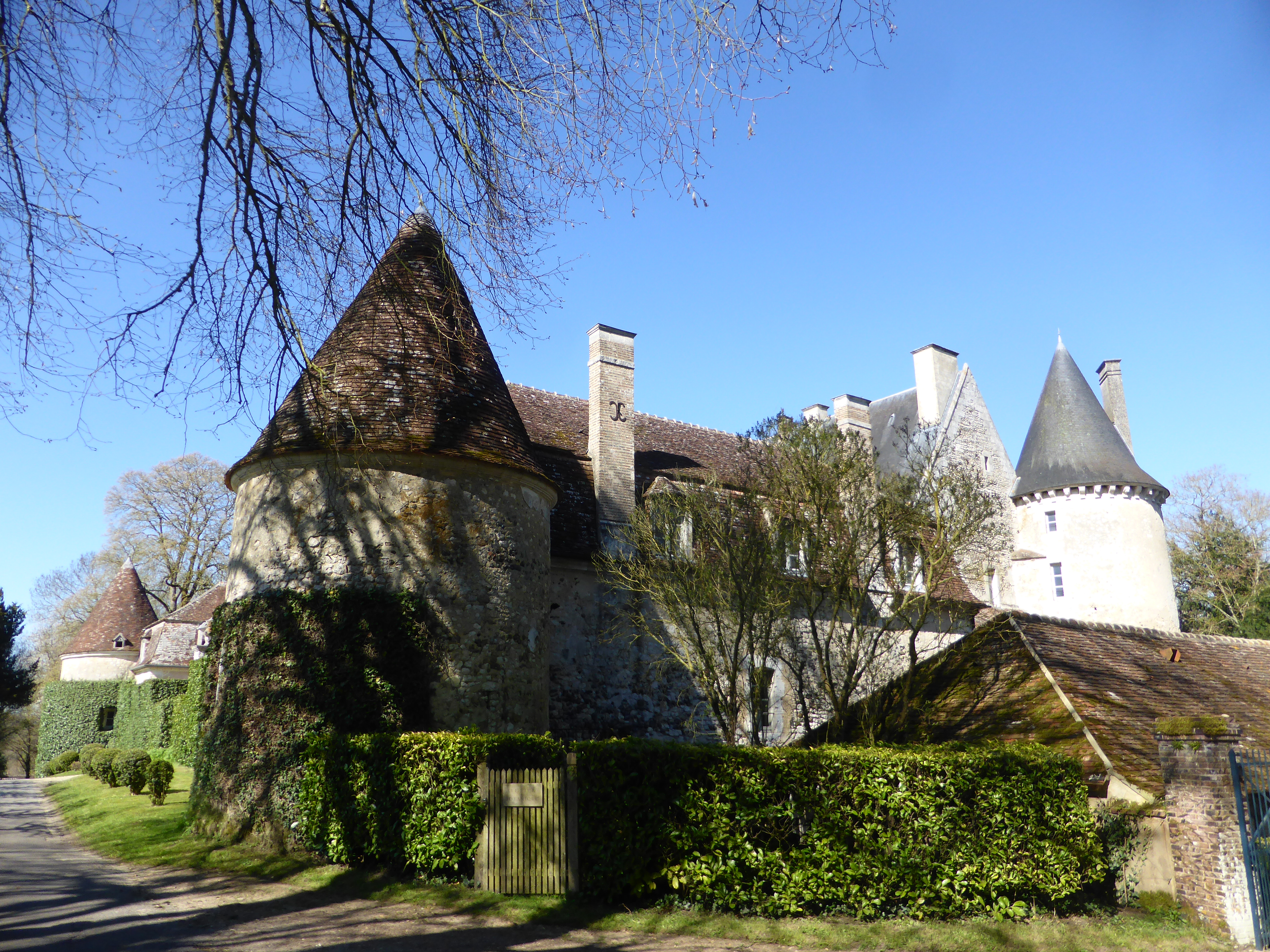
Vue sur les communs sud et la tour sud du château.